# Salomėja Nėris

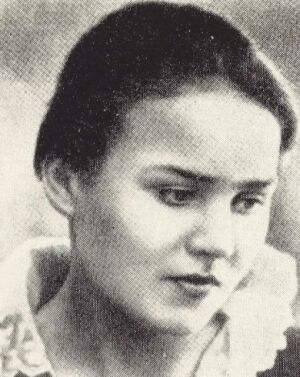
Salomėja Nėris

Salomėja Nėris (eigentlich: Salomėja Bačinskaitė-Bučienė; * 4. Novemberjul. / 17. November 1904greg. im Dorf Kiršai, Gemeinde Alvitas, Rajon Vilkaviškis, Litauen; † 7. Juli 1945 in Moskau) war eine litauische Dichterin.

## Leben
Nach dem Abitur am Gymnasium Vilkaviškis studierte sie von 1924 bis 1928 Litauische Literatur, Deutsche Sprache und Literatur, Pädagogik und Psychologie an der Theologie- und Philosophiefakultät der Lietuvos universitetas in Kaunas. Nach ihrem Studium arbeitete sie zunächst als Litauisch- und Deutsch-Lehrerin am Gymnasium in Lazdijai. Nachdem bereits 1923 erste Gedichte und 1927 mit Anksti rytą auch ihre erste Buchveröffentlichung erschienen war, war sie ab 1931 als Lyrikerin, Lektorin und Übersetzerin in Kaunas tätig. Sie publizierte unter anderem in der linken Avantgardezeitschrift Trečias frontas.
Anlässlich der Annexion Litauens an die Sowjetunion trug sie am 3. August 1940 ihr Gedicht Poema apie Staliną beim Obersten Sowjet der UdSSR vor.
1941 floh sie vor der deutschen Wehrmacht nach Moskau, wo sie bis 1944 blieb. Sie kehrte kurzzeitig nach Kaunas zurück, erlag aber 1945 einem Leberkrebsleiden in einem Moskauer Krankenhaus.

## Museum
Das Gedenkmuseum wurde in Palemonas errichtet. Dort wohnte sie in einem von ihrem Mann eingerichteten Haus unweit von Stausee Kauno marios.

## Poesiesammlungen
- „Anksti rytą“, 1927
- „Pėdos smėly“, 1931
- „Per lūžtantį ledą“, 1935
- „Diemedžiu žydėsiu“, 1938
- „Dainuok, širdie gyvenimą“, 1943
- „Lakštingala negali nečiulbėti“, 1945
- „Baltais takeliais bėga saulytė“, 1956
- „Širdis mana – audrų daina“, 1959
- „Kur baltas miestas“, 1964
- „Laumės dovanos“, 1966
- „Negesk žiburėli“, 1973
- „Kaip žydėjimas vyšnios“, 1978